# Біле (Підляське воєводство)
Біле (пол. Białe) — село в Польщі, у гміні Сувалки Сувальського повіту Підляського воєводства.
Населення — 90 осіб (2011).
У 1975-1998 роках село належало до Сувальського воєводства.

## Демографія
Демографічна структура станом на 31 березня 2011 року:
|          | Загалом | Допрацездатний вік | Працездатний вік | Постпрацездатний вік |
| -------- | ------- | ------------------ | ---------------- | -------------------- |
| Чоловіки | 40      | 5                  | 28               | 7                    |
| Жінки    | 50      | 10                 | 29               | 11                   |
| Разом    | 90      | 15                 | 57               | 18                   |